# Pseudanisakis
Pseudanisakis ist eine Gattung der Spulwürmer mit vier Arten. Sie ist die einzige Gattung in der Unterfamilie Pseudanisakinae. Die Arten sind Parasiten bei Plattenkiemern, insbesondere bei Rochen.

## Merkmale
Merkmale der Unterfamilie sind die drei sehr kleinen Lippen, die Position der Exkretionspore in Höhe des Nervenrings, ein paariges Exkretionssystem, dessen linkes hinteres Filament bandartig verbreitert ist, der längliche Ventriculus, das Fehlen von Ösophagus-Anhängen, nadelförmige Spicula ohne Gubernaculum und weniger als 10 Papillenpaare vor der Kloake.
Charakteristisches Merkmal der Gattung ist die einzelne, gezahnte und durchgängige Leiste an den Lippen.

## Systematik
Die Gattung gehört in die Untertribus Pseudanisakinii der Tribus Pseudanisakini. Zu ihr gehören folgende Arten:
- Pseudanisakis baylisi Gibson, 1973
- Pseudanisakis rotundatus (Rudolphi, 1819)
- Pseudanisakis tricupola Gibson, 1973
- Pseudanisakis truncata (van Beneden, 1871)

Synonyme sind Anacanthocheilus Wülker, 1929 und Eustoma Beneden, 1871.